# Engesberg
Engesberg som ligger på Norrlandet vid Yttre fjärden i Gävle kommun, är en badvik med campingplats och vandrarhem. Där anlades på 1970-talet en fiskehamn för trålare och i viken ligger ett båtvarv, grundat 1928 av August Wahlström. 
Engesberg var från mitten av 1800-talet - då huvudbyggnaden, den så kallade herrgården, uppfördes - ett mycket stort lantställe. Engesberg köptes 1891 av Gävle stad för att användas som industriområde. Så blev det dock inte. I stället flyttades 1915 ett uppfostringshem för pojkar till platsen. Det hade startats i Torsåker 1893 och flyttats till Sofiedals herrgård i Valbo 1905. 
Engesberg ombildades 1927 till skyddshem för pojkar och drevs från 1938 av staten under namnet Statens uppfostringsanstalt. År 1949 anlades badet och småstugor sattes upp sedan Gävle stad vägrat uppfostringsanstalten fortsatt arrende och utbyggnad. I herrgårdsbyggnaden öppnades 1979 en servicebutik och i annexet, den äldsta byggnaden, finns våtutrymmen för campare. Engesbergs Restaurang marknadsfördes flitigt i början av 1950-talet. 
I parken finns en lind som länsstyrelsen fridlyste 1923. Det påstås att en liten flicka vid namn Lizzy på 1600-talet följde sin far, skeppare från England, på resan till Gävle. Enligt berättelsen dog Lizzy under inresan mot hamnen, och fadern ska då ha begravt henne på stranden vid Engesberg och på graven ha planterat en liten lindplanta hon haft med sig hemifrån. Trädet kallas därför Lizzys lind.